# Athie (Côte-d’Or)
Athie ist eine französische Gemeinde mit 80 Einwohnern (Stand: 1. Januar 2022) im Département Côte-d’Or in der Region Bourgogne-Franche-Comté. Sie gehört zum Arrondissement Montbard und zum Kanton Montbard.
Sie grenzt im Nordwesten an Fain-lès-Moutiers, im Norden an Senailly, im Osten an Viserny, im Südosten an Villaines-les-Prévôtes und Genay (Berührungspunkt), im Süden an Jeux-lès-Bard, im Südwesten an Corsaint und im Westen an Moutiers-Saint-Jean.

## Bevölkerungsentwicklung
| Jahr                       | 1962 | 1968 | 1975 | 1982 | 1990 | 1999 | 2008 | 2015 |
| -------------------------- | ---- | ---- | ---- | ---- | ---- | ---- | ---- | ---- |
| Einwohner                  | 90   | 88   | 76   | 74   | 70   | 92   | 90   | 80   |
| Quellen: Cassini und INSEE |      |      |      |      |      |      |      |      |